# 오흐나깅 후렐수흐
오흐나깅 후렐수흐(몽골어: Ухнаагийн Хүрэлсүх, 1968년 6월 14일 ~ )는 몽골국의 정치인이자 몽골 인민당 의장이며 제6대 몽골의 대통령이다. 소속 정당은 몽골 인민당이다. 2017년 10월 4일부터 2021년 1월 21일까지 몽골 총리로 재직하였다. 그러나 코로나 19 확진 판정을 받은 산모와 아기를 혹한에 노출시켜 전 국민들의 분노를 초래한 책임을 지고 몽골국 총리직을 사퇴했다. 그 이후 2021년 6월 9일에 치러진 2021년 몽골 대통령 선거에서 제6대 몽골 대통령으로 당선되었고, 같은 해 6월 25일에 정식으로 몽골국 대통령으로 취임하여 현재까지 업무를 수행하고 있는 중이다. 
2008년부터 2012년까지 몽골 인민당 사무총장으로 지냈고, 2014년 12월 10일과 2016년 7월 23일에 각각 1년씩 몽골국 부총리를 두차례나 역임한 바가 있다.

## 역대 선거 결과
| 선거명      | 직책명        | 대수 | 정당        | 득표율 | 득표수    | 결과 | 당락 |
| ----------- | ------------- | ---- | ----------- | ------ | --------- | ---- | ---- |
| 2021년 선거 | 몽골의 대통령 | 6대  | 몽골 인민당 | 72.02% | 823,326표 | 1위  |      |